# Derailed
Derailed (titulada Sin control en España y Descarrilados en Hispanoamérica) es una película de thriller británicoestadounidense de 2005 basada en la novela homónima de James Siegel. La película está dirigida por Mikael Håfström y está protagonizada por Clive Owen, Jennifer Aniston, Vincent Cassel, Giancarlo Esposito, David Morrissey, RZA y Xzibit. También fue la primera película lanzada por The Weinstein Company en los Estados Unidos.

## Sinopsis
Charles Schine (Clive Owen) es un ejecutivo de publicidad. Su matrimonio con Deanna (Melissa George) se está deteriorando, y su hija Amy (Addison Timlin) sufre de diabetes, que requiere medicamentos caros.
En un tren, Charles encuentra una atractiva mujer llamada Lucinda Harris (Jennifer Aniston). Ella es una asesora financiera casada. Los dos se muestran entre sí las fotografías de sus respectivas hijas y comienzan a hablar. Desarrollan una atracción mutua, y los dos comienzan reuniones con frecuencia. En última instancia, deciden consumar su relación y terminan en un hotel. Un hombre, Philippe LaRoche (Vincent Cassel) irrumpe en la habitación del hotel a punta de pistola y golpea a Charles. 
Su relación extramatrimonial se convierte en una pesadilla mucho más peligrosa y violenta de lo que jamás podrían haber imaginado. De repente, la vida de Charles se ve envuelta en una vorágine de chantaje, misterio, violencia y crimen. No puede confesárselo a su mujer ni tampoco a la policía, y Charles se ve atrapado en un mundo extraño para él, que nada tiene que ver con su vida anterior.

## Reparto
- Clive Owen como Charles Schine.
- Jennifer Aniston como Lucinda Harris.
- Vincent Cassel como Philippe LaRoche.
- Melissa George como Deanna Schine.
- Addison Timlin como Amy Schine.
- RZA como Winston Boyko.
- Rachael Blake como Susan Davis.
- Richard Leaf como Ray.
- Xzibit como Dexter.
- Denis O'Hare como Jerry el abogado.
- Giancarlo Esposito como el detective Franklin Church.
- David Morrissey como Sam Griffin.

## Recepción

### Taquilla
Derailed abrió en 2 443 salas de cine para una recaudación en su fin de semana de apertura de $ 12 211 986. La película hizo una recaudación doméstica de $ 36 024 076 y una recaudación internacional de los $ 21 455 millones, lo que supone una recaudación mundial de $ 57 479 076.

### Respuesta crítica
Derailed recibió críticas mayoritariamente negativas y tiene una puntuación de «podrida» de 20% en Rotten Tomatoes basada en 125 reseñas con una puntuación media de 4,6 sobre 10. El consenso críticos señala: «Con estrellas mal ubicadas, una trama absurda y un giro evidente, Derailed encarna su nombre muy acertadamente». La película también tiene una puntuación de 40 sobre 100 en Metacritic basada en 34 críticos que indican «críticas mixtas o promedio».
Roger Ebert del Chicago Sun-Times otorgó a la película dos estrellas y media de cuatro y dijo creer que las actuaciones de Owen y Aniston eran intrigantes. Ebert dijo: «Clive Owen era mi candidato a James Bond, y puede interpretar a duros sin corazón (véase Closer), pero aquí es tranquilo y triste, con una especie de pasividad. Deja que su cara se relaje en la aceptación de su propia mala fortuna. Jennifer Aniston hace esa cosa interesante de no ser una sexpot estereotipada sino ser irresistiblemente intrigante. Eso funciona con un hombre como Charles. Felizmente casado, en deuda, preocupado por su hija y su trabajo, él habría estado abierto a una zorra sexy».